# Tectaria artinexa
Tectaria artinexa là một loài dương xỉ trong họ Tectariaceae. Loài này được Ching mô tả khoa học đầu tiên năm 1931.
Danh pháp khoa học của loài này chưa được làm sáng tỏ. 